# Livets ljus är av evighet
Livets ljus är av evighet är en psalm med text skriven 1999 av Peter Carlsson och musik skriven samma år av Carl Michael Bergerheim.

## Publicerad i
- Psalmer och Sånger 1987 som nummer 848 under rubriken "Framtiden och hoppet

- Pilgrimsvandringen".